# Zasz
El cerebrado Zasz es un personaje de los Zerg en el videojuego StarCraft. Zasz es uno de los líderes de los Zerg. Es unos de los cerebrados más inteligentes y está consagrado a coordinar los esfuerzos de su especie para lograr la misión sagrada de la Supermente. Su naturaleza agresiva es lo que lo convierte en un líder inestable. Es maestro de la Cría Garm. Tiene como objetivo saber todo lo que pueda sobre los otros Cerebrados para hacer que trabajen juntos eficientemente. Zasz al final fue exterminado por el Templario Tétrico Zeratul y esto supuso un duro golpe para todo el enjambre Zerg.
Los cerebrados, al igual que la Supermente tienen la peculiaridad de ser "casi" inmortales, teniendo la habilidad de poder reencarnar nuevamente en caso de ser destruidos, pero existe una excepción. Si un cerebrado o la propia Supermente fuesen destruidos por un Templario Tétrico Protoss serían eliminados de forma definitiva sin capacidad de poderse reencarnar.
- Datos: Q9097579